# Tammin Sursok
Tammin Sursok, née le 19 août 1983 à Johannesburg en Afrique du Sud, est une actrice, chanteuse, réalisatrice, scénariste  et productrice australo-sud-africaine.
Elle est surtout connue pour avoir joué dans Summer Bay (2000-2004) et Les Feux de l'amour (2007-2009) et pour son rôle de Jenna Marshall dans la série américaine, Pretty Little Liars (2011-2017).

## Biographie

### Enfance
Née à Johannesburg en Afrique du Sud, Tammin Sursok est la fille de Daryl et Julie Sursok. À l'âge de quatre ans, elle a émigré en Australie où elle a grandi à Sydney avec sa famille. Sa mère, Julie, est professeure de piano et de guitare ; Tammin Sursok a donc grandi autour de la musique. Très jeune, elle intègre l'école Sydney Youth Musical Theatre où elle commence à s'intéresser à la comédie, la musique et la danse. Elle a également étudié dans les écoles Trinity Speech et Drama College dont elle est ressortie diplômée. Peu avant la fin de ses études, elle a étudié à Ravenswood School for Girls à Sydney.

### Carrière
En 2000, à l'âge de dix-sept ans, Tammin Sursok obtient son premier rôle dans le feuilleton télévisé australien, Summer Bay. Elle y joue Dani Sutherland, une adolescente qui se rebelle contre ses parents. L'année suivante, elle remporte un Logie Awards dans la catégorie « Meilleur nouveau talent féminin » grâce à son rôle dans ce feuilleton. En 2004, elle quitte la série après avoir joué dans 297 épisodes, afin de se concentrer sur sa carrière musicale. Cette même année, elle signe un contrat avec le label Sony Music Entertainment. En 2005, elle sort son premier et seul album, intitulé Whatever Will Be.
En 2006, elle quitte l'Australie pour Los Angeles. Cette même année, elle tourne dans le film Aquamarine aux côtés de JoJo, Sara Paxton et Emma Roberts. L'année suivante, elle joue dans un épisode de la sitcom Leçons sur le mariage puis elle obtient le rôle de Colleen Carlton dans le soap opéra américain Les Feux de l'amour. En 2009, elle quitte la série. Cette même année, elle joue dans le Nickelodeon Movies, Spectacular! aux côtés de Victoria Justice. Lors de sa première diffusion, le film a réuni plus de 3,7 millions de téléspectateurs. Entre juillet 2010 et janvier 2011, elle joue dans la quatrième saison de Hannah Montana.
En 2010, elle obtient le rôle de Jenna Marshall dans la série dramatique/mystère/thriller, Pretty Little Liars qui est adaptée des romans Les Menteuses de Sara Shepard. En juin 2013, elle a déclaré qu'elle tournait toujours dans la série malgré sa grossesse.
En 2013, elle joue dans le film Driving By Braille.

### Vie privée
Depuis 2010, elle partage la vie de l'acteur, producteur et réalisateur américain, Sean McEwen. Après s'être fiancés en janvier 2011, ils se sont mariés le 24 août 2011 à Florence, en Italie. Ils ont deux filles : Phoenix Emmanuel Sursok-McEwen (née le 9 octobre 2013) et Lennon Bleu Sursok-McEwen (née le 17 janvier 2019).

## Filmographie

### Cinéma

#### Longs métrages
- 2006 : Aquamarine de Elizabeth Allen : Marjorie
- 2009 : Droit de passage (Crossing Over) de Wayne Kramer : Rosalyn
- 2009 : Albino Farm de Sean McEwen et Joe Anderson : Stacey
- 2010 : Flicka 2: Amies pour la vie (Flicka 2) de Michael Damian : Carrie McLaughlin
- 2011 : Driving by Braille de Kristina Lloyd : Sarah Corso
- 2011 : Husk de Brett Simmons : Natalie
- 2013 : 10 Rules for Sleeping Around (en) de Leslie Greif (en) : Kate Oliver
- 2014 : Cam2Cam (en) de Joel Soisson : Allie Westbrook

### Télévision

#### Téléfilms
- 2009 : Spectacular! de Robert Iscove : Courtney
- 2015 : Un babysitting pour deux de Savage Steve Holland : Maggie Milton
- 2016 : Girlfriends of Christmas Past de Jake Helgren : Livvy Beal
- 2016 : You May Now Kill the Bride de Kohl Glass : Audrey
- 2023 : Mon passé volé de Panta Mosleh : Mallory

#### Séries télévisées
- 2000-2004 : Summer Bay : Dani Sutherland (rôle récurrent, 307 épisodes)
- 2007 : Leçons sur le mariage : une femme (saison 1, épisode 4)
- 2007-2009 : Les Feux de l'amour : Colleen Carlton (165 épisodes)
- 2008 : US Marshals : Protection de témoins : Nicole (saison 1, épisode 1)
- 2010-2011 : Hannah Montana : Siena (8 épisodes[3])
- 2010-2017 : Pretty Little Liars : Jenna Marshall
- 2012 : Airship Dracula : Amelia (mini-série)
- 2016 : In Bed with Tammin : elle-même - également réalisatrice, scénariste et productrice exécutive[4]

### Clips vidéos
- 2013 : Til My Heart Stops Beating de Joe Brooks (en)

## Discographie

### Albums
- 2005 : Whatever Will Be
- 2009 : Spectacular! (B.O. du film Spectacular!)

### Singles
- 2004 : Pointless Relationship
- 2005 : Whatever Will Be
- 2005 : It's a Beautiful Thing

## Voix françaises

### En France
- Adeline Chetail